# Iain Macleod
Iain Norman Macleod, född den 11 november 1913 i Skipton, Yorkshire, England, död den 20 juli 1970 i London, var en brittisk konservativ politiker.

## Biografi
Macleod växte upp med starka personliga och kulturella band till Skottland. Hans föräldrar köpte 1917 en del av egendomen Leverhulme på Isle of Lewis, där de ofta tillbringade familjesemestern. Macleod far, Dr Norman Alexander Macleod, var en väl respekterad allmänläkare i Skipton.
Han utbildades på Ermysteds läroverk i Skipton och Fettes College i Edinburgh. År 1932 blev han antagen till Gonville och Caius College, Cambridge, där han erhöll en lägre examen i historia tre år senare.
Macleod var en skicklig bridgespelare och deltog i det vinnande laget i Gold Cup 1937. Han livnärde sig under 1930-talet på professionellt bridgespel och utgivning av böcker om bridge. Under andra världskriget kämpade han en kort tid i Frankrike innan han sårades, men återkom efter rehabilitering och fortsatte att tjänstgöra i stabsfunktioner fram till november 1944 då han återvände till Yorkshire.
År 1946 började Macleod arbeta i det konservativa partiets sekretariat, därefter vid partiets utredningsavdelning. Vid det allmänna valet i februari 1950 vann han i den parlamentariska valkretsen Enfield West, en position som han uppehöll livet ut. Även om han ursprungligen inte var tänkt för någon ministerpost, kom en lysande insats i en debatt om hälsa att fånga Churchills uppmärksamhet, och sex veckor senare, den 7 maj, blev Macleod utsedd till hälsominister. I denna position kunde han senare under 1952 informera om att den brittiska klinikern Richard Doll hade lagt fram bevis för sambandet mellan rökning och lungcancer på en presskonferens under vilken han kedjerökt.
I Anthony Edens och Harold Macmillans regeringar tjänstgjorde han först som arbets- och värnpliktsminister (1955-1959) och sedan som minister för kolonierna (1959-1961).  År 1961 blev han kansler för hertigdömet Lancaster, ledare för underhuset, och ordförande för det konservativa partiet. Särskilt stor insats gjorde han som koloniminister, då han påskyndade avvecklingen av de afrikanska kolonierna.
Den 20 juni 1970, två dagar efter det konservativa partiets valseger, blev Macleod utsedd till finansministern av premiärminister Edward Heath. Den 7 juli 1970 fördes han till sjukhus med blindtarmsinflammation. Han skrevs ut 11 dagar senare men drabbades av en svår hjärtattack den 20 juli 1970 och avled.